# Fibrinolyse
Fibrinolyse (Fibrinspaltung) ist die Bezeichnung für die körpereigene Auflösung eines Blutgerinnsels (Thrombus) durch das Enzym Plasmin. Dabei spaltet Plasmin die Fibrinpolymere, welche den Thrombus zusammenhalten, in kleine Fibrinabbauprodukte und der Thrombus zerfällt. 
Als wichtiger Teilaspekt der Hämostase (Blutgerinnung) unterliegt die Fibrinolyse einer aufwendigen Regulierung durch gegenläufige biochemische Prozesse (Aktivierung, Inhibition der Aktivierung, Inaktivierung), um das physiologische Optimum zwischen den beiden unvorteilhaften Extremen Blutung und Thrombose zu erreichen.

## Aktivierung der Fibrinolyse
Die Aktivierung der Fibrinolyse ist weit weniger komplex als die Aktivierungskaskade der Blutgerinnung und beinhaltet im Wesentlichen lediglich die Umwandlung (Aktivierung) des inaktiven Vorläuferproteins Plasminogen in die aktive Serinprotease Plasmin. Die Fibrinolyse wird bereits gleichzeitig mit der Blutgerinnung aktiviert, setzt aber langsamer ein, was zur Regulation der Hämostase beiträgt. 
Bei der Plasminogenaktivierung unterscheidet man zwischen der physiologischen Aktivierung durch körpereigene Aktivatoren sowie der nichtphysiologischen Aktivierung durch körperfremde Substanzen. 
Es gibt zwei körpereigene Aktivatoren, den gewebespezifischen Plasminogenaktivator (tPA) und die Urokinase (uPA). Die wichtigsten nichtphysiologischen Aktivatoren von Plasminogen sind Staphylokinase aus Staphylokokken und Streptokinase aus Streptokokken. Die beiden körpereigenen Aktivatoren sind ebenfalls Proteasen, während die körperfremden Aktivatoren selber keine enzymatische Aktivität besitzen, sondern mit Plasminogen oder Plasmin einen Komplex bilden, welcher dann Plasminogen aktiviert. 
Alle Aktivatoren können auch therapeutisch zur Thrombolyse (Auflösung von Thromben) eingesetzt werden. Insbesondere werden gentechnisch hergestellter (rekombinanter) gewebespezifischer Plasminogenaktivator (rtPA, Alteplase) und Urokinase verwendet.

## Inhibitoren der Fibrinolyseaktivierung
Bis jetzt konnten 4 verschiedene Inhibitoren von Plasminogenaktivatoren identifiziert werden, welche alle zu der Familie der Serpine gehören und als PAI-1 bis PAI-4 (Plasminogenaktivator Inhibitor) bezeichnet werden. Wichtigster Inhibitor ist PAI-1, welcher in normalem Blut sowohl den gewebespezifischen Plasminogenaktivator als auch Urokinase hemmt. PAI-1 ist ein 52000 Dalton großes Glykoprotein, welches von den Endothelzellen hergestellt wird. Die Hemmung durch PAI-1 folgt dem allgemeinen Reaktionsmechanismus der Serpine.
Der größte Teil des PAI-1 (etwa 90 % des gesamten PAI-1 des Blutes) wird von den Thrombozyten gespeichert. Werden die Thrombozyten aktiviert, setzen sie die PAI-1-Moleküle frei und sorgen so für eine stark erhöhte Konzentration von PAI-1 am Ort der Thrombusbildung, was die Stabilität des Thrombus gegenüber der Fibrinolyse erhöht.

## Spaltung der Fibrinpolymere
Ist einmal aktives Plasmin entstanden, so bindet dieses an das Fibrin und spaltet die vernetzten Fibrinpolymere in lösliche Fibrinabbauprodukte (FDP, engl. fibrin degradation products). Die Aminosäureketten von Fibrin enthalten diverse plasminsensitive Schnittstellen und es entstehen dabei verschiedene Abbauprodukte mit unterschiedlicher Struktur und Masse. Die löslichen Fibrinabbauprodukte werden durch die Blutzirkulation abtransportiert und anschließend aus dem Blutstrom entfernt.

## Inaktivierung der Fibrinolyse
Die Hemmung der Fibrinolyse beruht, nebst der Hemmung der Fibrinolyseaktivierung, hauptsächlich auf der Hemmung des aktiven Plasmins. Wichtigster Hemmer von Plasmin ist das Enzym alpha-2-Plasmininhibitor (Antiplasmin). Im Blutplasma wird Plasmin praktisch sofort durch den alpha-2-Plasmininhibitor gehemmt und unschädlich gemacht, wogegen fibringebundenes Plasmin gegenüber dem alpha-2-Plasmininhibitor besser geschützt ist und eine viel längere Halbwertszeit hat. Während der Blutgerinnung wird aber der alpha-2-Plasmininhibitor durch das Enzym Faktor XIII an die Fibrinpolymere des Thrombus quervernetzt, wodurch der Thrombus gegenüber der Auflösung durch die Fibrinolyse stabilisiert wird. Zudem können auch Thrombozyten auf ihrer Oberfläche eine katalytische Umgebung bereitstellen, welche die Quervernetzung des alpha-2-Plasmininhibitors an den Thrombus ohne Einwirkung von Faktor XIII ermöglicht.
Ein weiterer Inhibitor von Plasmin ist Makroglobulin.
Künstliche Hemmer des Plasmin bzw. Plasminogen sind die ε-Aminocarbonsäuren ε-Aminocapronsäure, para-Aminomethylbenzoesäure (PAMBA) und Tranexamsäure. Alle diese Stoffe besitzen eine ähnliche räumliche Anordnung der beiden Funktionellen Gruppen Amino- und Carboxygruppe wie das Lysin. Sie binden an den Lysinbindungsplatz des Plasmin, das damit inaktiviert wird. Als Arzneistoffe zählen die ε-Aminocarbonsäuren daher zur Gruppe der Antifibrinolytika.

## Diagnostik
Die entstandenen Fibrinabbauprodukte (FDP) hemmen Thrombin und verlangsamen damit die Umwandlung von Fibrinogen in Fibrin (verlangsamen also die Gerinnselbildung). Bei Patienten mit einer aktiven Fibrinolyse kann dieser Effekt mittels der TCT (Thrombin Clotting time) nachgewiesen werden. Gleichzeitige Heparintherapie beeinflusst allerdings die TCT und macht diesen Test damit unbrauchbar. FDPs hemmen außerdem die Thrombozytenfunktion.
D-Dimer, ein spezifisches FDP, kann mithilfe eines immunologischen Tests nachgewiesen werden. Damit kann das Bestehen einer Fibrinolyse erkannt werden. Ein weiterer Test zum Nachweis einer Fibrinolyse ist der Euglobulin Lyse Test (ELT).
Mit Thromboelastometrie (TEM) kann ein sehr rascher Nachweis einer bestehenden Fibrinolyse, insbesondere eine Hyperfibrinolyse, sogar bei heparinisierten Patienten durchgeführt werden.